# Bellanger Frères

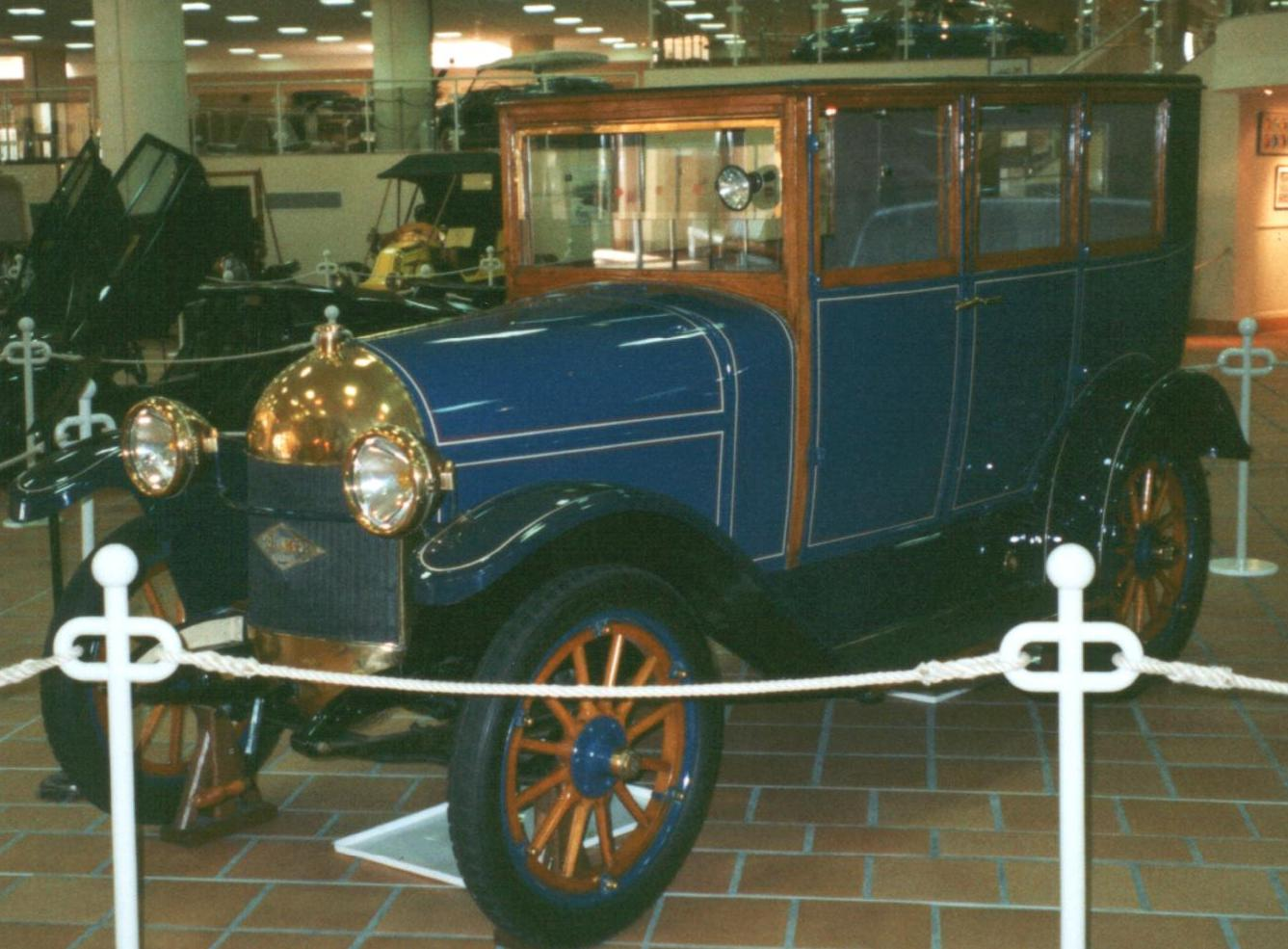
Bellanger Type A1 von 1921

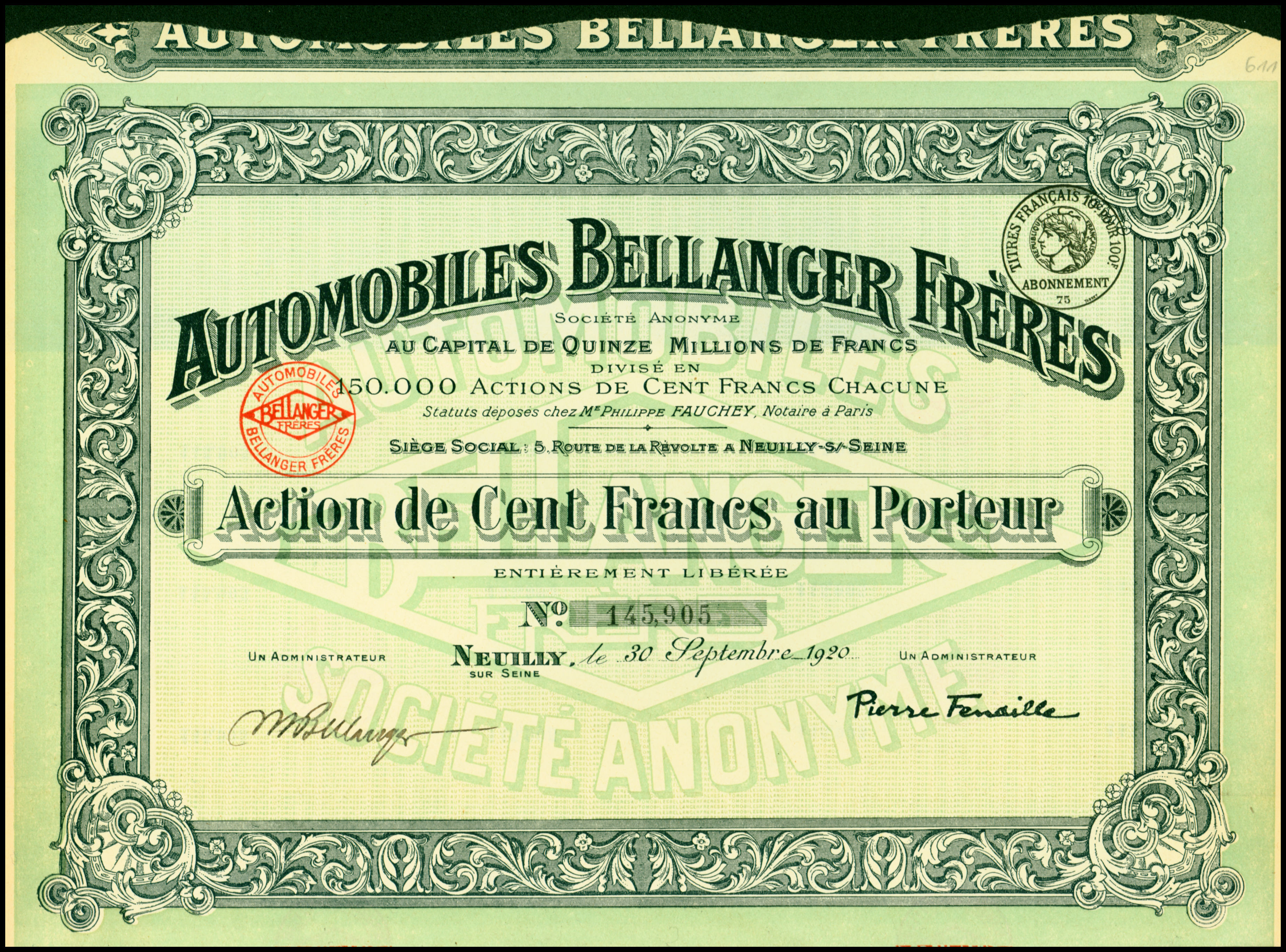
Aktie über 100 Francs der Automobiles Bellanger Frères SA vom 30. September 1920

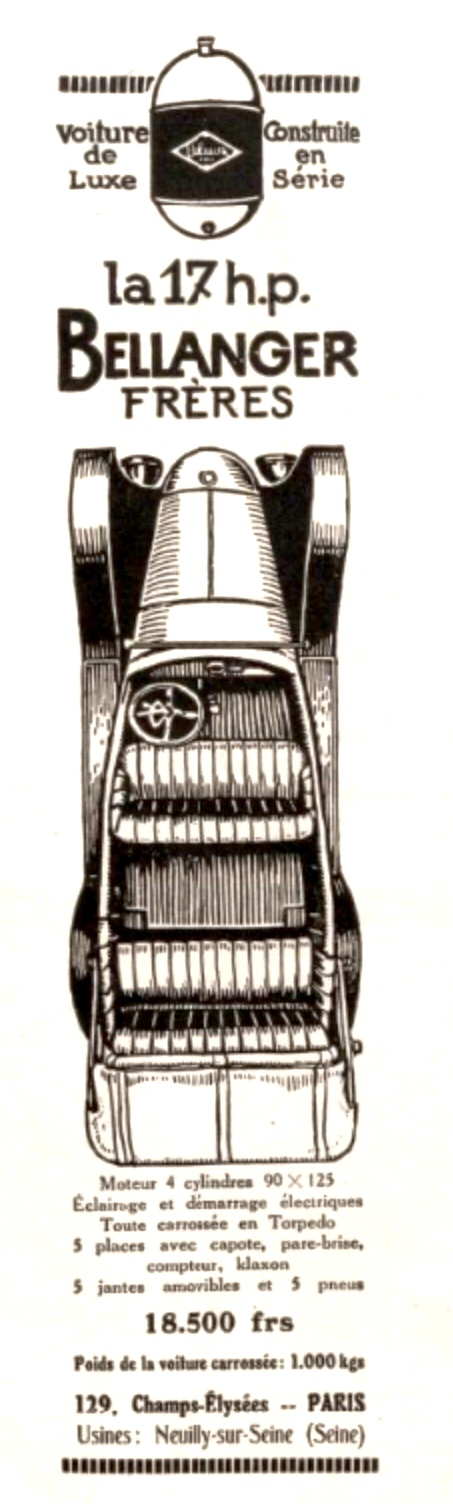
Bellanger Frères 17 HP

Die Société des Automobiles Bellanger Frères war ein französischer Hersteller von Verbrennungsmotoren und Automobilen.

## Unternehmensgeschichte
Robert Bellanger (1884–1966) gründete 1912 das Unternehmen in Neuilly-sur-Seine, heute im 17. Pariser Arrondissement zur Produktion von Flugzeugmotoren und Automobilen. Der Markenname lautete Bellanger. Der Automobilbau erfolgte in kleinen Stückzahlen. Bellanger-Automobile galten als repräsentative, solide Fahrzeuge. Interessanterweise verwendete  Bellanger lieber Einbaumotoren verschiedener Zulieferer als einen eigenen Antrieb für seine Personenwagen zu entwickeln.
Das Unternehmen geriet nach dem Ersten Weltkrieg zunehmend in Schwierigkeiten und wurde 1925 von Peugeot übernommen. Damit endete offenbar die eigene Fahrzeugproduktion.
1927 zog sich der Mitbewerber De Dion-Bouton wegen massiver Absatzprobleme aus dem Automobilbau zurück. Bellanger erwarb einen Teil der noch vorhandenen Fahrzeuge, insbesondere Kleinwagen De Dion-Bouton Type JP. Diese erhielten die markentypische Bellanger-Front und wurden in dieser Form als Bellanger B1 verkauft.
Bei Peugeot bestand kein Interesse an einer Fortsetzung der Marke Bellanger. Die Produktionsanlagen wurden offenbar nach dem Abverkauf des Lagerbestands noch 1928 an Automobiles L. Rosengart veräußert.

## Fahrzeuge
Die Fahrzeuge vor dem Ersten Weltkrieg besaßen ventillose Einbaumotoren von Daimler mit 2000 cm³, 2600 cm³, 3000 cm³ und 6300 cm³ Hubraum. Die drei kleinen Modelle wurden oft als Taxis in Paris eingesetzt. Nach 1918 wurden Motoren von der Briscoe Motor Corporation verwendet, die als Vierzylindermodell über 3181 cm³  mit  90 mm Bohrung und 125 mm Hub und 4253 cm³ Hubraum mit 95 mm Bohrung und 150 mm Hub verfügten, und als V8 über 6362 cm³ Hubraum mit 90 mm Bohrung und 125 mm Hub.
Ein Fahrzeug dieser Marke ist in der La collection de voitures anciennes in Monaco zu besichtigen.